# 1996 GO18
1996 GO18 är en asteroid i huvudbältet som upptäcktes den 15 april 1996 av den belgiske astronomen Eric W. Elst vid La Silla-observatoriet.